# Gollania arisanensis
Gollania arisanensis är en bladmossart som beskrevs av Kyuichi Sakurai 1932. Gollania arisanensis ingår i släktet Gollania och familjen Hypnaceae. Inga underarter finns listade i Catalogue of Life.